# Brantford (ville fictive)
Pour les articles homonymes, voir Brantford (homonymie).
Brantford est une ville fictive, qui apparaît dans le film Jumanji de Joe Johnston sorti en 1995, ainsi que dans la série télévisée d'animation éponyme adaptée du film.

## Localisation - Informations
Brantford est située dans l'État du New Hampshire. La véritable ville, où furent tournées les scènes du film, est située dans le même État et se nomme Keene.
La ville bénéficie des services de la police et de l'hôpital.
Elle est dotée de nombreux espaces verts (parcs, squares, forêts). Elle dispose même d'une rivière dont le relief est assez accidenté.
Il y a également un cimetière.

## Brantford en 1869
La ville vient probablement d'être fondée, ou n'est alors qu'un village. Le futur site de la fabrique de chaussures n'est alors qu'une vaste forêt et seule une borne en pierre, installée par les habitants, indique que la ville est proche.

## Brantford en 1969
La ville apparaît comme prospère et tranquille : un gendarme fait traverser les piétons, les passants admirent les devantures des commerces, un homme tond sa pelouse... On aperçoit un square, orné d'une statue d'un cavalier, de la famille des Parrish. Peu après, la fabrique apparait. Elle est grande et prospère.

## Brantford en 1995

### Avec leJumanji

#### Avant les attaques duJumanji
La fermeture de la fabrique, liée à la "démission" du propriétaire (Samuel Parrish, recherchant activement son fils) a probablement été un coup fatal porté à la ville. Le chômage apparu à la suite de cette fermeture a jeté la ville dans la misère : le square Parrish a été vandalisé, la fabrique a été fermée et squattée, les habitants apparaissent misérables, les magasins ferment les uns après les autres, les sex-shops et les sans-abris apparaissent... On apprend même qu'un fast-food (un Speedy Burger) a été construit sur le terrain d'une église épiscopale, démolie pour faire place au commerce.

#### Pendant les attaques duJumanji
- Les chauve-souris sont les premières à apparaître, et quittent rapidement le manoir. Personne ne les verra, excepté Sarah.
- Les moustiques quittent rapidement le manoir et attaquent les habitants, qui tombent dans le coma : on apprend que les services cliniques de la région sont rapidement saturés, avec 98 blessés.
- Viennent ensuite les singes, qui se répandent en ville. Ils pillent les magasins (comme ceux d'électroménager), et envahissent le commissariat (on entend leurs cris quand Carl, le policier, cherche à joindre ses collègues). Ils réussissent même à conduire une voiture et une moto de police.
- Le lion qui suit ne quitte pas la maison.
- Il en est de même pour les plantes grimpantes, dans un premier temps. Après que le troupeau a dévasté le rez-de-chaussée du manoir, les plantes parviennent à atteindre l'extérieur. Une d'elles attrapera la voiture de Carl (ou ce qu'il en reste), la pliera et l'emmènera dans la forêt.
- Le chasseur de têtes Van Pelt, lui, tire avec son fusil un peu partout dans le voisinage du manoir des Parrishs et sur la voiture de police de Carl Bentley avant de prendre la fuite. On le retrouve plus tard dans le centre-ville, où la panique et le pillage règnent, puis dans une grande surface, le Vicomte d’Épargne (Sir Sav-a-Lot en Anglais) en train d'être pillée, où il sème la désolation avec les héros (il tire dans les rayons, Peter utilise un stratagème assez dévastateur pour le mettre hors de course, la voiture de Carl (pilotée par Alan) pénètre dans le magasin en détruisant les vitrines, les caisses et une partie des rayons).
- Le troupeau hétéroclite composé d'éléphants, de rhinocéros, de zèbres et de pélicans sont les acteurs majoritaires de la panique qui prend la ville. Après avoir dévasté la moitié du rez-de-chaussée du manoir, ils arrivent dans le centre-ville, écrasant les voitures et causant une frayeur sans nom aux habitants. Avec eux arrive le pillage du centre-ville : les habitants doivent défendre leurs commerces, certains avec des battes de baseball. On aperçoit des magasins pillés et des voitures remplies d'objets volés à plusieurs reprises. On revoit ensuite le troupeau, peu après, courir sur une autoroute.
- La mousson se déclenche ensuite, et inonde le rez-de-chaussée du manoir. Des crocodiles apparaissent. Quand la porte d'entrée cède, l'eau (et les crocodiles) envahit tout le voisinage.
- Les araignées venant d'apparaître restent dans le manoir.
- Enfin, un tremblement de terre coupe le manoir en deux, et probablement la ville avec.

#### Après les attaques duJumanji
Il ne doit plus rester grand-chose de la ville, entre le troupeau qui charge et la faille provenant du manoir. Les habitants ont probablement fui.
Alan achève enfin la partie, et tout est annulé.

### Sans leJumanji
Les effets du jeu étant totalement annulés, la ville redevient normale, et la fabrique poursuit ses activités. La ville reste alors vraisemblablement prospère.

## Le manoir des Parrish
Le manoir des Parrish est une splendide maison de maître de 3 étages (rez-de-chaussée, étage, grenier), de style Georges V. On y trouve deux salons (un grand et un petit), une salle à manger, une cuisine équipée, une bibliothèque, une véranda au rez-de-chaussée ; des chambres, des salles de bains et des placards intégrés au premier étage, et un grand grenier au dernier étage, dans le toit. Il y a également un jardin muni de roseraies et d'une remise.

### En 1969
Le manoir est élégant, parfaitement entretenu. Une magnifique voiture est garée devant l'entrée. Un air d'opéra flotte à l'intérieur de la demeure.

### En 1995

#### Avec leJumanji

##### Avant les attaques duJumanji
À la suite de la mort des propriétaires, le manoir a été laissé à l'abandon. Personne n'a souhaité le racheter, une rumeur disant que le père d'Alan avait découpée celui-ci en morceaux et avait caché le corps dans les murs. C'est une femme, élevant les enfants de son défunt frère (tué avec sa femme dans un accident de voiture au Canada) qui le rachète, à un prix peu élevé, du fait des rumeurs. Une couche de poussière recouvre le sol. Des draps blancs cachent les meubles. La peinture a été un peu écaillée, et les métaux ont été patinés par le temps. La serrure de la chambre d'Alan ne fonctionne plus. Une chauve-souris, résultat du premier lancé de dés du jeu, habite dans le grenier.

##### Pendant les attaques duJumanji
La quasi-totalité des effets du jeu débutent dans le manoir :
- Des chauve-souris apparaissent dans le foyer de la cheminée et quittent la demeure, excepté une seule qui part dans le grenier et y reste jusqu'en 1995.
- Des moustiques apparaissent dans le grenier. L'un d'eux est éjecté par la fenêtre, qui se brise, par Judy, équipée d'une raquette. Les autres le suivent.
- Des singes apparaissent dans la cuisine et y sèment la désolation, envoyant vaisselle et aliments à terre. Ils finissent par s'enfuir, même si un des singes reste enfermé dans le réfrigérateur.
- Un lion apparait dans le grenier. Il sera enfermé dans la chambre de la Tante Nora, où il essayera d'enfoncer la porte avec ses griffes, sans succès.
- Des plantes grimpantes envahissent le grand salon, qui se transforme vite en une espèce de serre tropicale.
- Le chasseur de têtes Van Pelt pénètre le manoir par la véranda, et tire des coups de fusil dans la bibliothèque et dans le hall d'entrée.
- Un troupeau en pleine charge pénètre dans le manoir par la bibliothèque qu'il détruit et dévaste la moitié du hall d'entrée, ainsi que la salle à manger, avant de fracturer le mur Est donnant sur l'extérieur. Par la suite, les plantes grimpantes, libérées du salon où elles étaient cantonnées, envahissent tout le manoir. (à noter que les murs donnant sur l'extérieur qui ont été fracturés sont miraculeusement reconstitués[2])
- La mousson se déclenche, accompagnée de deux crocodiles, inondant la totalité du Rez-de-Chaussée. Carl Bentley tire ensuite dans la portée d'entrée avec son revolver, la faisant céder, et faisant quitter l'inondation à la maison.
- Le sol du grenier se transforme en sables mouvants, avant de retrouver une solidité correcte, mais avec Alan et Sarah coincés dedans.
- Des mygales apparaissent et envahissent le grenier.
- Un tremblement de terre coupe le manoir en deux, laissant une faille de plusieurs mètres de largeur entre les deux parties.

##### Après les attaques duJumanji
Dire que le manoir est dévasté est un euphémisme. En effet, il ne reste plus rien du rez-de-chaussée, les plantes grimpantes ont envahi presque toutes les salles, un lion se balade à l'étage, et le manoir est coupé en deux. Le dernier coup de dés signe l'arrêt de la partie, et tout rentre dans l'ordre.

#### Sans leJumanji
Alan a hérité du manoir une fois devenu adulte (il contacte ses parents au téléphone en disant qu'il ira les chercher à l'aéroport) et y habite avec Sarah. Le Grand Salon a été repeint en jaune, et la Salle à Manger en rouge. À Noël, de multiples décorations sont installées dans le manoir, et à l'extérieur, des guirlandes électriques couvrent portes, fenêtres, et toit. Des bougies sont posées sur le muret donnant sur la rue.